# Мысцова
Мысцо́ва (пол.  Myscowa, русин. Мисцева) — село в Польше, находящееся на территории гмины Кремпна Ясленского повета Подкарпатского воеводства.

## География
Село находится в 5 км. от административного центра Кремпна, 25 км. от города Ясло и 64 км. от Жешува.

## История
В 1975 – 1998 года село входило в Кросненское воеводство.

## Источник
- Myscowa/ Słownik geograficzny Królestwa Polskiego i innych krajów słowiańskich, VI, 1885.